# Collision de l'aéroport d'Anchorage
La collision de l'aéroport d'Anchorage a eu lieu le 23 décembre 1983, lorsqu'un McDonnell Douglas DC-10 cargo, qui effectue le vol Korean Air Lines 084, entre en collision lors de la phase de décollage avec un Piper PA-31, assurant alors le vol SouthCentral Air 59, présent sur la piste 06L/24R de l'aéroport international d'Anchorage Ted-Stevens. 
La collision, qui s'est produite alors que les pilotes du DC-10 roulaient dans un épais brouillard et tentaient de décoller depuis la mauvaise piste, provoque la destruction des deux avions et des blessures pour six des 12 personnes à bord des deux avions, sans toutefois qu'aucun décès ne soit à déplorer.

## Avion

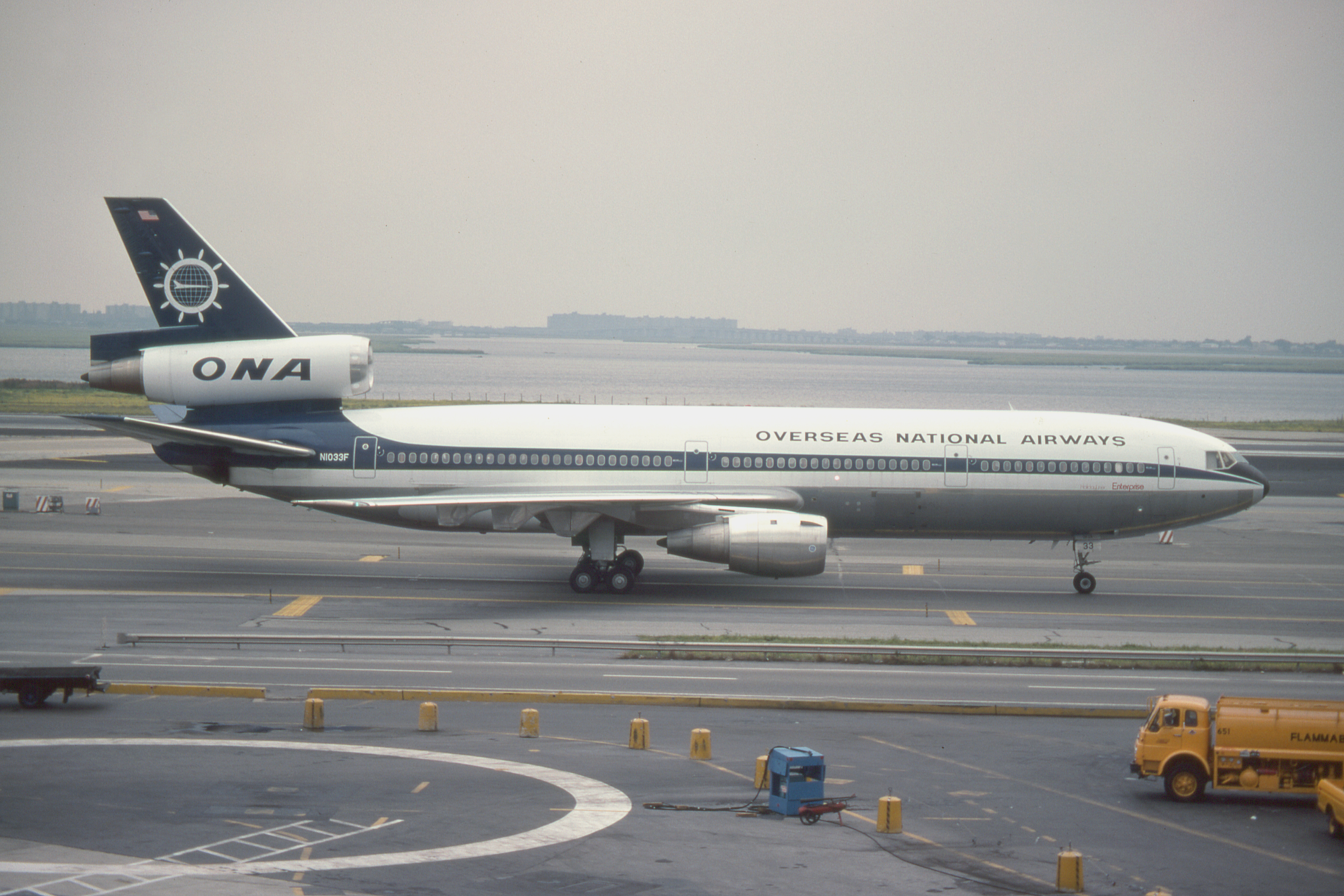
Le DC-10 impliqué dans l'accident, alors qu'il opérait pour Overseas National Airways, photographié à l'aéroport international de New York - John-F.-Kennedy quelques années avant la collision.

Le premier appareil impliqué était un McDonnell Douglas DC-10-30CF, un avion gros-porteur immatriculé HL7339 (numéro de série 46960/237) et équipé de trois moteurs General Electric CF6-50C. Il a été fabriqué en 1977 et a d'abord été vendu à Overseas National Airways (ONA), avec comme première immatriculation N1033F, avant d'être racheté par Korean Air Lines l'année suivante, en 1978.
Le deuxième appareil impliqué était un Piper PA-31-350 Navajo, un bimoteur à hélice immatriculé aux États-Unis N35206 (numéro de série 31-7952193) et appartenant à SouthCentral Air, une compagnie aérienne régionale, effectuant des vols réguliers de passagers et de fret, basée à Kenai, en Alaska. 

## Accident
À 12 h 15, le vol 59 est autorisé pour le vol reliant Anchorage à Kenai, conformément à son plan de vol. Cependant, le contrôle aérien annonce aux pilotes de s'attendre à du retard jusqu'à 12h44, en raison de l'épais brouillard recouvrant l'aéroport. Les pilotes arrêtent alors l'avion et les passagers sont temporairement débarqués. Après le deuxième embarquement des huit passagers, les pilotes recontactent la tour de contrôle à 12 h 34, puis le vol 59 est à nouveau retardé d'environ une heure en raison du brouillard dense et continu, avant de finalement recevoir une autorisation de roulage vers 13 h 39, alors que la visibilité commence à s'améliorer. L'appareil arrive à la voie de circulation W-3 (qui relie la voie de circulation principale est-ouest à l'extrémité de la piste 6L) à 13 h 44, s'arrêtant près de la piste 6L en attendant que la portée visuelle de piste (RVR) atteigne 1 800 pieds (550 m), le minimum requis pour le décollage.
Pendant ce temps, à 13 h 57, le contrôleur au sol autorise le vol 084 de Korean Air Lines à effectuer son roulage pour un départ soit depuis la piste 6R, soit depuis la piste 32. Les pilotes choisissent alors la piste 32. Après avoir roulé jusqu'à ce que l'équipage pensait être la piste 32, le commandant de bord exprime une certaine incertitude quant au fait que l'avion se trouve sur la bonne piste et envisage brièvement de passer sur la piste 6R, mais, rassuré par la certitude de son copilote qu'ils se trouvent bien sur la bonne piste, le commandant de bord signale à 14 h 03 que le vol 084 se tient en position sur la piste 32 et, à 14h04, le vol est autorisé à décoller.
À 14 h 05, le contrôleur de la tour autorise le vol 59 à se mettre en position et à attendre sur la piste 6L, la RVR ayant atteint les 1 800 pieds requis. Par la suite, à 14 h 06, le vol 084 annonce par radio qu'il commence son décollage. Peu de temps après, le pilote du vol 59 voit des phares s'approcher de sa position, qu'il a d'abord supposé provenir d'un véhicule présent sur la piste. Après s'être rendu compte que les lumières proviennent en fait d'un avion au décollage, il se met en position de sécurité et crie à ses passagers de faire de même. 

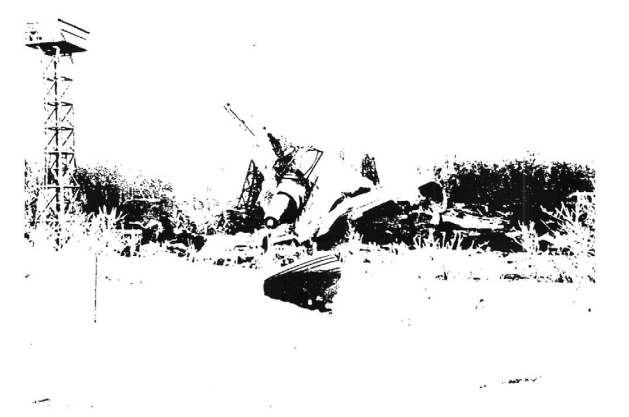
L'épave du vol 084, photographié après la collision.

Pendant ce temps, le commandant de bord du vol 084, voyant le Piper sur la trajectoire de son avion, cabre le nez de l'appareil et fait dévier l'appareil sur la gauche afin d'éviter une collision frontale. Après avoir heurté le vol 59, le DC-10 continue hors de la fin de la piste à une vitesse trop réduite pour pouvoir décoller, puis s'écrase contre le système d'éclairage d'approche de la piste 6L, s'immobilisant 437 m après l'extrémité de la piste, prenant immédiatement feu.
Trois des huit passagers à bord du vol 59 ont été légèrement blessés, tandis que les autres passagers et le pilote n'ont pas été blessés, bien que l'avion ait été détruit lors de l'impact (les ailes gauche et droite ont été cisaillées par le train d'atterrissage principal du DC-10, tandis que le train avant du DC-10 à percuté le côté droit du toit du cockpit, puis a arraché une partie du stabilisateur vertical du Piper). Quant à eux, les trois membres d'équipage du vol 084 ont été grièvement blessés par l'impact, mais ont réussi à s'échapper de leur avion avant qu'il ne soit détruit par l'incendie qui a suivi.

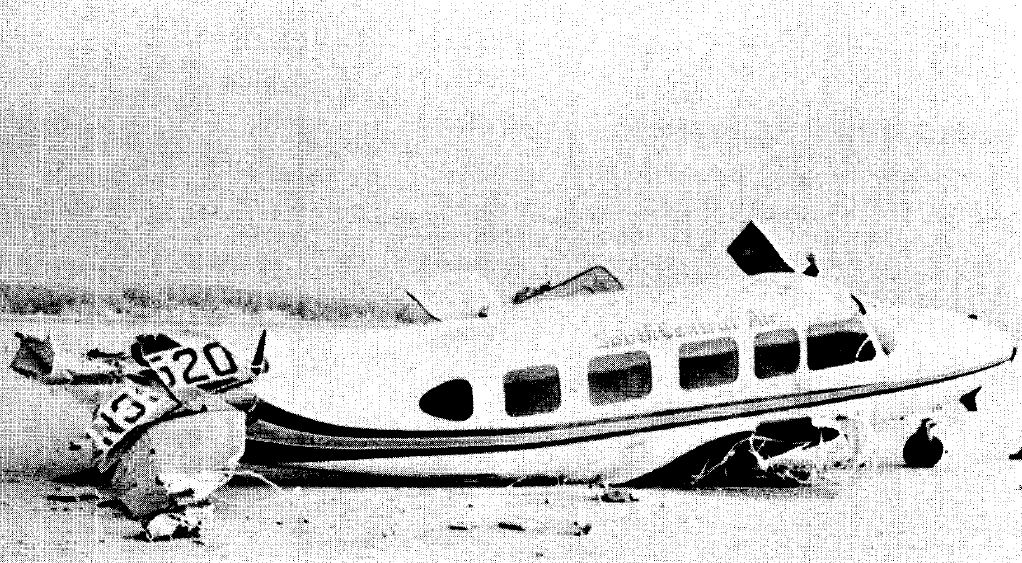
L'épave du Piper PA-31 impliqué dans l'accident.

## Enquête
L'enquête du Conseil national de la sécurité des transports (NTSB) révèle que les pilotes du vol 084 n'ont pas suivi les procédures recommandés pendant le roulage, ce qui a provoqué une perte de repères lors de la sélection de la piste à emprunter. De plus, le fait que les pilotes n'ont pas utilisé leurs instruments de bord pour confirmer leur position avant le décollage, ainsi que la décision du commandant de bord de décoller alors qu'il n'était pas sûr de la position réelle de l'avion sont des facteurs contributifs à l'accident. 
Le brouillard intense présent sur l'aéroport a également contribué à l'accident, en réduisant la visibilité à un point tel que l'équipage ne pouvait pas déterminer visuellement sa position et que le personnel de la tour de contrôle ne pouvait pas aider les pilotes à s'orienter. 
Le manque de signalisation lisible sur les différentes voies de circulation et sur les pistes à intersections multiples passées par le vol 084 pendant le roulage a également contribué à l'accident.